# Freiheit der Person

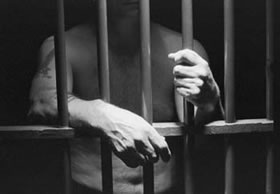
Gefangener

Die Freiheit der Person ist in Deutschland ein Grundrecht gemäß Art. 2 Abs. 2 Satz 2 und Art. 104 Grundgesetz und bezeichnet die körperliche Bewegungsfreiheit. Die Freiheit der Person ist ein eigenes Grundrecht und grenzt sich zum allgemeinen Persönlichkeitsrecht nach Art. 2 Abs. 1 GG i. V. m. Art. 1 Abs. 1 GG ab. Inhalt und Schutzbereich sind das Recht jedes Menschen, jeden zulässigen Ort seiner Wahl zu betreten, dort zu verbleiben und diesen zu verlassen, ohne durch die Staatsgewalt hieran behindert zu werden (körperliche Bewegungsfreiheit). Dieses Abwehrrecht des Menschen steht in der Tradition des aus England stammenden „Habeas Corpus“ und hat den Sinn, vor willkürlichen Freiheitseingriffen durch die Staatsgewalt geschützt zu sein. Siehe hierzu Petition of Right.
Die Freiheit gilt für alle sich in Deutschland aufhaltenden Personen, es sei denn, für sie gilt ausländisches Recht und diese Freiheit wird durch zuständige ausländische Behörden beschränkt oder entzogen (z. B. NATO-Truppenstatut).
Sie kann unter anderem durch Freiheitsbeschränkung und Freiheitsentzug entzogen werden, im Eingriffsrecht beispielsweise durch die Festnahme gem. § 127 Abs. 2 StPO.